# العميد (مسلسل)
مسلسل العميد (بالإنجليزية: The Dean)‏ هو مسلسل جريمة ودراما وإثارة وتشويق سوري لبناني من بطولة تيم حسن وكاريس بشار، ومن كتابة وإخراج باسم السلكا. عُرض المسلسل للمرة الأولى على شاهد.نت في 16 يناير 2020، ومن المُقرر أن يُعرض على إم بي سي 1 في وقتٍ لاحق. تأتي أحداث المسلسل في 12 حلقة، مع إمكانية إنجاز مواسمٍ أخرى منه.
يُشارك في المسلسل عددٌ من الممثلين، ومنهم رودني حداد، بديع أبو شقرا، نغم السنجاوي، كاريس بشار، تيم حسن، آنجو ريحان، مجدي مشموشي، رنا شميس، فادي صبيح، قاسم ملحو، رجاء يوسف وغيرهم. تدور قصةُ المسلسل حول عميدٍ في إحدى الجامعات اللبنانية، وتحدث جريمة غامضة تجبر العميد مراد على الابتعاد عن محاضراته الجامعية والتفرغ لعالم التحقيق في الجرائم، كما يعرض المسلسل قصة النازحين السوريين الذين غادروا بلادهم بسبب ظروف الحرب.
أُعلن أنَّ مسلسل العميد سيُعرض في 13 ديسمبر 2020 بشكلٍ مفتوح على قناة إم بي سي 1 (MBC1).

## روابط خارجية
- العميد على موقع قاعدة بيانات الأفلام العربية